# Nilda Garré
Nilda Celia Garré  (Buenos Aires, 3 de noviembre de 1945) es una abogada y activista argentina, primera mujer en la historia de su país en ocupar los cargos de ministra de Defensa, durante la gestión del presidente Néstor Kirchner, y ministra de Seguridad durante la presidencia de Cristina Fernández de Kirchner.
Fue elegida en cinco oportunidades como diputada nacional, y se desempeñó como embajadora de Argentina en Venezuela y ante la OEA. Fue funcionaria del Ministerio de Defensa estando a cargo del Centro de Estudios Estratégicos para la Defensa y la Seguridad Manuel Belgrano.

## Biografía

### Comienzos y formación educativa
Nació en el barrio porteño de San Telmo el 3 de noviembre de 1945. Se recibió de maestra normal y profesora de inglés, en el Instituto de Enseñanza Superior en Lenguas Vivas Juan Ramón Fernández en 1962 Luego comenzó a estudiar derecho y en el año 1968 se recibió de abogada en la Universidad del Salvador. Su padre, Raúl E. Garré, fue diputado provincial del Partido Justicialista en la Provincia de Buenos Aires hasta el derrocamiento del presidente Juan Domingo Perón en 1955.

### Activismo por los derechos humanos y militancia peronista
Militó y colaboró como abogada de presos políticos durante la dictadura militar, presentó habeas corpus junto con organizaciones defensoras de los derechos humanos, en especial con el CELS (Centro de Estudios Legales y Sociales) que presidían, entre otros, Emilio Mignone y Augusto Conte Mac Donell Boris Pasik y Emilio Mignone y el científico José Federico Westerkamp.
Garré, Jorge Vázquez y Alicia Oliveira redactaron el documento que el Partido Justicialista presentó cuando la Comisión Interamericana de Derechos Humanos (CIDH) en 1979 durante la dictadura militar visitó la Argentina. En él se denunciaba por primera vez que en la Argentina desaparecía gente y se torturaba. El documento llevó las firmas de Deolindo Bittel y Herminio Iglesias.
También fue miembro del equipo jurídico del Centro de Estudios Legales y Sociales (CELS) y como abogada colaboró activamente con la Asamblea Permanente por los Derechos Humanos (APDH).
En noviembre de 1972 fue pasajera del avión que trajo a Juan Domingo Perón de regreso de su largo exilio en España a la Argentina.   
En 1973 se casó con Juan Manuel Abal Medina (padre), entonces secretario general del Partido Justicialista. Él era miembro de la Juventud Peronista y quedó conocido por estar en la célebre foto de José Ignacio Rucci, Héctor José Cámpora y Juan Domingo Perón en su regreso al país del 17 de noviembre de 1972. Luego del exilio de Abal Medina durante la dictadura militar que gobernó Argentina entre 1976 y 1983, en 1982 se divorciaron.
Identificada con los sectores de izquierda del peronismo, en 1973 fue elegida Diputada nacional por el FreJuLi (Frente Justicialista de Liberación Nacional) y se desempeñó en el cargo hasta que la presidenta constitucional Isabel Martínez de Perón fuera depuesta por un golpe de Estado el 24 de marzo de 1976, golpe que dio comienzo a la última dictadura militar.
Por aquel entonces Garré, Santiago Díaz Ortiz y otros seis diputados fueron conocidos en el Congreso y por la sociedad como la «Banda de los Ocho», opuestos a Isabel Martínez de Perón como compañera de fórmula en las elecciones anticipadas llamadas para septiembre tras la renuncia de Héctor Cámpora.
En 1979 tras adquirir fama internacional en Europa tras divulgar las denuncias por violaciones a los derechos humanos en el país, fue detenida al llegar a Ezeiza en mayo de 1980, permaneciendo detenida desaparecida durante tres meses.
Durante el año 1983, con la recuperación de la democracia, fue parte de la Comisión Investigadora del CELS (Centro de Estudios Legales y Sociales) del caso Cambiaso-Pereyra Rossi, por el secuestro, tortura y asesinato de dos jóvenes en el contexto de la represión policial durante la dictadura militar, caso por el que fue procesado Luis Patti.
Siguió militando en el Partido Justicialista que en 1983 impulsaba la «Renovación Peronista». Se opuso más tarde, junto a la izquierda peronista, a la firma del Tratado de Paz y Amistad de 1984 con Chile; consideró que «sobre el resultado final del plebiscito recaía una sospecha grave de fraude generalizado».

### Frente Grande
La elección de Carlos Menem como presidente de Argentina en 1989 y de Carlos Grosso como intendente de la Ciudad de Buenos Aires la alejaron del Partido Justicialista y por el momento de la política en general.
En 1993, se integró al FREPASO, en el que fue elegida como diputada Nacional por la Ciudad de Buenos Aires. Fue elegida estatuyente para la redacción del Estatuto de la Ciudad, entre agosto y octubre de 1996, siendo integrante de la Alianza asumiendo en diciembre de 1997 como diputada nacional por Capital Federal. Como diputada, en junio de 1998  presentó un proyecto de ley que exigía la descripción total de los ingredientes y aditivos en los productos del tabaco, la colocación de etiquetas de advertencias rotativas en los paquetes de cigarrillos y restricciones para el uso de tabaco en lugares cerrados.
En las elecciones nacionales de octubre de 1999, fue candidata a Diputada por la ciudad de Buenos Aires, por la Alianza por el Trabajo, la Justicia y la Educación. Resultó reelegida pero renunció el 8 de octubre de 2000 para asumir la Secretaría de Asuntos Políticos del Ministerio del Interior, virtual viceministerio del Interior (cargo que ocupaba Federico Storani). En marzo de 2001, renuncia junto a varios ministros y secretarios de Estado en repudio las medidas económicas que pretendía implementar el entonces ministro de Economía, Ricardo López Murphy.
Posteriormente fue la titular de la Unidad Especial de Investigación del Atentado a la AMIA, bajo la órbita del Ministerio de Justicia. 
la renuncia que le había presentado la viceministra del Interior, la frepasista Nilda Garré, aunque le advirtió cuando Garré envió al Senado una nota en la que solicitaba el rechazo de los pliegos de ascenso de militares procesador por violaciones a los derechos humanos y por haber apoyado el alzamiento de Semana Santa, la renuncia fue rechazada por Fernando De la Rúa.
 La denuncia quedó a cargo del Juzgado Federal 12. Garré negó las acusaciones y las adjudicó a presiones del menemismo al que Garré acusaba de participar en el encubrimiento del atentado.
En diciembre de 2001 inició un nuevo mandato como Diputada de la Nación, que se extendió hasta el 2005. Integró las Comisiones de Asuntos Constitucionales, Defensa Nacional, Seguridad Interior, Justicia, Bicameral de Fiscalización de los Organismos y Actividades de Inteligencia y en calidad de Vicepresidenta 1.ª, la Comisión de Juicio Político. En cumplimiento de tareas vinculadas con esta Comisión, representó a la Cámara de Diputados en la Comisión Acusadora ante el Senado de la Nación –junto con los diputados Falú e Iparraguirre- en el trámite de juicio político al Ministro de la Corte Suprema de Justicia Eduardo Moliné O'Connor.
Desde el 10 de diciembre de 2003 presidió el Bloque Frepaso, integrado por los Diputados Alejandro Filomeno y Santiago Ferrigno. Además integró las comisiones especiales de amistad con otros parlamentarios del mundo denominadas, Grupos Parlamentarios de Amistad. Conformó los grupos de parlamentarios amigos de Brasil, Paraguay, Cuba, México y Francia Fue Miembro de la Comisión de Servicios Públicos del Parlamento Latinoamericano – PARLATINO- e integrante de la Mesa de Justicia del Diálogo Argentino, propiciada por las Naciones Unidas y el Ministerio de Justicia, Seguridad y Derechos Humanos. Su trabajo en la banca se complementó con la participación en diversos ámbitos de diagnóstico y propuestas tendientes a mejorar el funcionamiento de las instituciones en Argentina. En tal sentido participó de la Comisión Asesora para la Reforma del Sistema Penal del Ministerio de Justicia, Seguridad y Derechos Humanos.

### Frente para la Victoria- PJ
En junio de 2005, el presidente Néstor Kirchner la designó embajadora en Venezuela. Esta designación fue vista como un gesto a los sectores que apoyaban al gobierno por fuera del PJ. Renunció a esta embajada en diciembre de 2005 para asumir el Ministerio de Defensa de la Nación.
Como Ministra de Seguridad a través de la resolución 1.181/11 del año 2012. instruyó que se deberá respetar la identidad de género adoptada por travestis, transexuales y transgénero tanto en las fuerzas policiales como de seguridad federales. El documento comunicaba que las personas "trans" deberán ser reconocidas por la identidad de género adecuada a su percepción, tanto en el trato personal como para cualquier tipo de trámite, comunicación o publicación al interior de las fuerzas. Además de tener en cuenta su vestimenta y uniforme, la utilización de las instalaciones diferenciadas por sexo (baños, vestuarios), la asignación de tareas que correspondan según su identidad, entre otras. Meses después amplió la resolución aclarando que en ningún caso se exigirá cirugía de reasignación sexual ni tratamiento hormonal para la concesión del trámite. Garré puso un gran énfasis en el establecimiento de programas obligatorios destinados a la detección del cáncer en ambos sexos (que se realizarán al personal militar y sus familiares) para los que se han destinado 5 millones de pesos. También que se compraran mamógrafos y otros equipos de diagnóstico por imágenes destinados a hospitales del Ejército y la Armada de la ciudad de Buenos Aires y de la Fuerza Aérea en Córdoba.
Ya como Ministra de Seguridad firmó el decreto que obliga a la Policía Federal, a Gendarmería, a Prefectura Naval y a la Policía de Seguridad Aeroportuaria, a "respetar la identidad adoptada por travestis y transexuales", junto a la medida de prohibir que los policías lleven armas de fuego cuando son llamados a disolver una manifestación o protestas social.
Durante su gestión el ejército participó en las tareas de ayuda humanitaria dentro y fuera del país, al citar los casos de Tartagal y General Mosconi (Salta), Catamarca, Charata (Chaco), el volcán Chaitén (Chile), y las Misiones de Paz en Haití y en Chipre. Dio impulso al desarrollo de un Sistema Integrado de Comando y Control Táctico de las Operaciones Militares, denominado SITEA; la reparación y modernización de vehículos de combate de la familia M113; la modernización del radar de vigilancia terrestre RASIT y la fabricación y provisión de lanzacohetes antitanque del tipo MARA 200 para combatir el narcotráfico en la frontera argentina.
Uno de sus últimos actos como ministra fue sellar el Acuerdo Marco dentro del “Programa Federal de Construcción de Viviendas”, firmado entre los Ministerios de Defensa y de Planificación Federal, Inversión Pública y Servicios, que compromete la construcción de  7300 viviendas para las Fuerzas Armadas.
En el 2010, la presidenta de la Nación, Cristina Fernández de Kirchner anunció la creación del Ministerio de Seguridad de la Nación (separado del Ministerio de Justicia). Nilda Garré prestó juramento el 15 de diciembre de 2010. En 2011 la exministra Nilda Garré creó la Dirección Nacional de Derechos Humanos en el Ministerio de Seguridad. Su función más importante debía ser colaborar con la Justicia en causas e investigaciones relativas a los delitos de lesa humanidad, un espacio de Género, otro de Violencia Institucional y un Grupo Especial de Asistencia Judicial (GEAJ) para supervisar los allanamientos de recolección de ADN de personas que se sospechaba podían haber sido apropiadas durante la última dictadura militar. En menos de cinco años desde la Dirección se remitieron unas 3500 unidades documentales a distintas investigaciones judiciales y allí se elaboró, por ejemplo, un mecanismo de identificación de cadáveres NN que permitió dar con el paradero de 37 personas desaparecidas.En 2007, Garré había ordenado el armado de un equipo similar dentro de la Dirección Nacional de Derechos Humanos y Derecho Internacional Humanitario del Ministerio de Defensa. Como ministra de Defensa, firmó una resolución en 2009 en la que se prohíbe terminantemente rendir homenaje durante su funeral a represores fallecidos condenados por delitos de violación a los derechos humanos, prohibió honras en los funerales de integrantes de las Fuerzas Armadas que hayan estado involucrados en causas de violaciones a los derechos humanos durante el Proceso de Reorganización Nacional.
Firmó un convenio con los Astilleros Tandanor para la construcción primera de las cuatro Patrulleras Oceánicas Multipropósito, esas unidades serán utilizadas cobertura del  Mar Argentino. Durante su gestión se produjo la adquisición de 5 helicópteros Bell 206 para los cursos de instrucción conjuntos de helicopteristas destinados a todas las Fuerzas que realiza la Aviación de Ejército en Campo de Mayo. La modernización de los helicópteros Huey II, a un costo de 3 millones de dólares. La adquisición, por 17 millones de pesos, de 50 vehículos multipropósito para el Ejército. Meses antes de finalizar el cargo promovió la reparación del dique 2 de Puerto Belgrano, una gran obra de ingeniería que permitirá el desarrollo pleno de obras de construcción y reparación naval que no se habían desarrollado en muchas décadas. Este trabajo, con un costo de 70 millones de pesos, se realizará en un lapso de 4 años.
En 2011 firmó un amplio convenio de cooperación entre los ministerios de Seguridad y de Defensa para que las Fuerzas Armadas puedan brindar asistencia en la lucha contra el delito. Nilda Garré, que explicó que "el despliegue territorial, las instalaciones y parte del equipamiento de las Fuerzas Armadas pueden asistir al sistema de seguridad, tal como lo establece la Ley 24.059 de Seguridad Interior".
En 2013, paso a disponibilidad a un agente que desde 2002 había realizado tareas de espionaje contra la agencia Rodolfo Walsh, e inició una investigación sumaria para esclarecer si las tareas que realizaba estaban comprendidas o no dentro de las funciones asignadas a la fuerza por la ley de Inteligencia.
También impulsó que los terrenos de las Fuerzas Armadas podrían ser utilizados para las viviendas del Programa de Crédito Argentino Bicentenario (Pro.Cre.Ar.), entre ellos está campo de golf de General Pacheco y los campos que se usan para plantar soja.
Apoyó la sanción del gobierno de Cristina Fernández de Kirchner de una Ley Antiterrorista.
El 3 de junio del mismo año, fue reemplazada por Arturo Puricelli en el Ministerio, siendo nominada para la Embajada argentina de la Organización de Estados Americanos, siendo aprobado su pliego de forma unánime  en el Senado. Fue oficializada el 18 de septiembre. El secretario General de la OEA, José Miguel Insulza, dio por su parte la bienvenida a la Representante Permanente argentina agradeciendo al gobierno de Cristina Fernández de Kirchner la designación “de una personalidad tan importante que trae consigo un muy imponente curriculum de servicio público como ministra de Defensa y de Seguridad Pública”, según informó la OEA a través de un comunicado.
Ese mismo años recibió su designación en el Senado, como embajadora argentina ante la OEA. Asumió ese cargo con un discurso con eje en la democracia, la seguridad, los derechos humanos y su plena vigencia, el desarrollo integral y la paz, Garré sostuvo que “deben guiar nuestro accionar", al tiempo que reafirmó su "absoluta disposición a colaborar con cualquier iniciativa tendiente a impulsar dichos objetivos”.

## Gestión en el Ministerio de Defensa

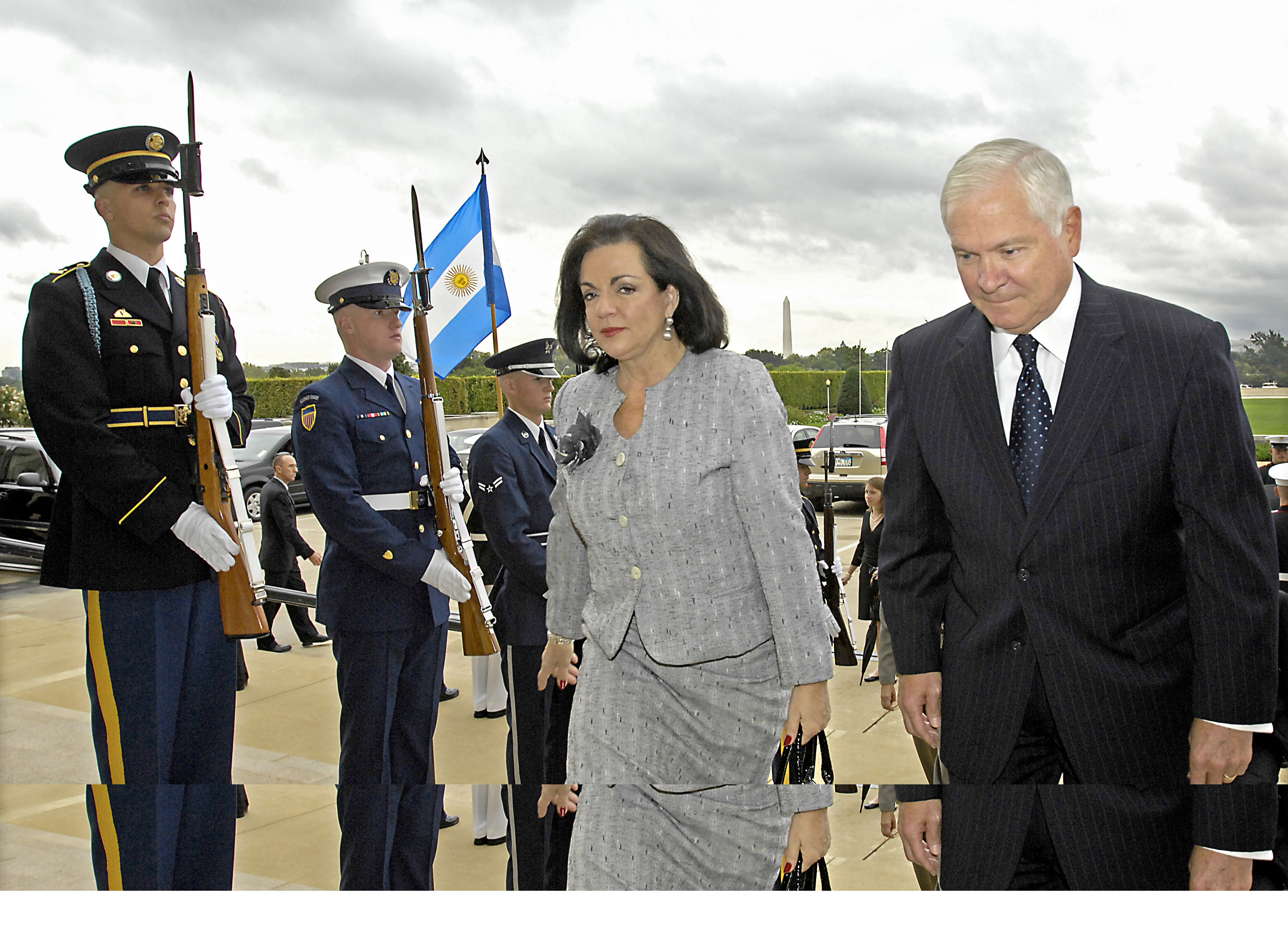
Nilda Garré fue la primera mujer en ser nombrada a cargo del Ministerio de Defensa.

Garré asumió como titular del Ministerio de Defensa durante la presidencia de Néstor Kirchner, en diciembre de 2005. En ese momento se desempeñaba como embajadora de su país en la República Bolivariana de Venezuela, misión diplomática que desarrolló por un breve periodo. De acuerdo con Julio Blanck, del Diario Clarín, Néstor Kirchner la habría invitado a asumir el Ministerio cuatro horas antes de anunciar los cambios en el gabinete, con la mirada puesta en la última oleada de juicios por los crímenes de lesa humanidad cometidos por militares durante la última dictadura cívico-militar en Argentina. El principal objetivo que subyacía el nombramiento de Garré al frente de Defensa era la integración de las Fuerzas Armadas al proceso democrático y la recuperación de su prestigio ante la sociedad, además de la desarticulación de la Doctrina de Seguridad Nacional que había sido impuesta por los Estados Unidos a los países latinoamericanos en el marco de la Guerra Fría, mediante el entrenamiento de oficiales de distintos países de América Latina en la Escuela de las Américas, y que siguió en vigor en Argentina largamente tras la recuperación de la democracia, en 1983. Néstor Kirchner quería en la cartera un ministro con el perfil asociado a la defensa de los derechos humanos para la realización de estas tareas, ya que consideraba las Fuerzas Armadas una institución necesaria para la Nación.
Una ley de Defensa, cuya sanción había sido producto de un consenso muy amplio en el Parlamento, había sido reglamentada en la década de los años 1980 durante la presidencia de Raúl Alfonsín. [cita requerida]Dicha ley preveía que estos cambios en el sentido de democratizar las Fuerzas Armadas se hicieran efectivos en forma inmediata, cosa que no ocurrió hasta la llegada de Kirchner y el nombramiento de Garré en Defensa.
Otro de los objetivos de Garré en el Ministerio había sido promover la reforma del sistema de Justicia militar argentino, algo que sólo pudo lograrse del todo hacia 2009, debido a la gran cantidad de textos normativos y de proyectos de reforma existentes. Esto, sumado al desarrollo de políticas de género, a la profundización de las políticas de derechos humanos, y la reactivación de proyectos científicos tecnológicos fueron los ejes centrales que caracterizaron la gestión de Garré en el Ministerio de Defensa.

### Recuperación de la soberanía tecnológica
Recuperó el Complejo Industrial Naval Argentino astillero (CINAR), mediante la rehabilitación y puesta en funcionamiento del astillero de Talleres Navales Dársena Norte (Tandanor) y del astillero Almirante Storni, que habían sido cerrados y desguazados en el marco de la aplicación de políticas económicas neoliberales, durante el gobierno del entonces presidente Carlos Menem, en la década de los años 1990. De acuerdo con Garré, la privatización de Tandanor «nos ha costado un enorme daño al Estado nacional y al desarrollo de la industria naval argentina». En declaraciones hechas en ocasión de un acto para conmemorar los 130 años del astillero Tandanor, Garré aseguró además que la recuperación de los dos astilleros tenía el objetivo de cumplir con el «deber de defender el trabajo argentino e impulsar el desarrollo de las capacidades de nuestra industria naval. De la situación de quiebra virtual en la cual se encontraba la empresa (Tandanor) hace más de dos años, actualmente ocupa a 530 trabajadores en forma directa junto a unos 700 subcontratistas».
Además de la recuperación de los astilleros, Garré puso en marcha reestatización de la Fábrica Argentina de Aviones Brigadier San Martín (FADEA), cuyas instalaciones se encuentran en la ciudad de Córdoba y que antes eran explotadas por la multinacional estadounidense Lockheed Martin. Esta reestatización no supuso ningún pago de indemnización por parte del Estado argentino a dicha empresa, ya que el Gobierno consideró que Lockheed Martin ha sido un estorbo al desarrollo de la Argentina durante todos los años en los que controló FADEA, de acuerdo con lo declarado por Garré. Más tarde, fueron anunciados por Garré aportes del Ministerio de Defensa a la Fábrica Argentina de Aviones para potenciar la producción de la planta, además de la firma de un acuerdo con la brasileña Empresa Brasileña de Aeronáutica (EMBRAER) en materia de colaboración en el campo tecnológico.
En lo tocante a la investigación científica con fines de defensa, se destacan la puesta en valor del Instituto de Investigaciones Científicas y Técnicas para la Defensa (CITEDEF), con el objetivo de privilegiar la investigación científica y la fabricación local por sobre las importaciones de armamento, que suelen ser onerosas para el Estado nacional. No obstante sus intenciones de fabricar armamento de guerra, Garré sostuvo que «Argentina no tiene intenciones encubiertas. Esto le permite al país hacer una planificación de su Defensa a la luz del día, sometiéndose a inspecciones internacionales».

### Política de Derechos Humanos y Anticorrupción

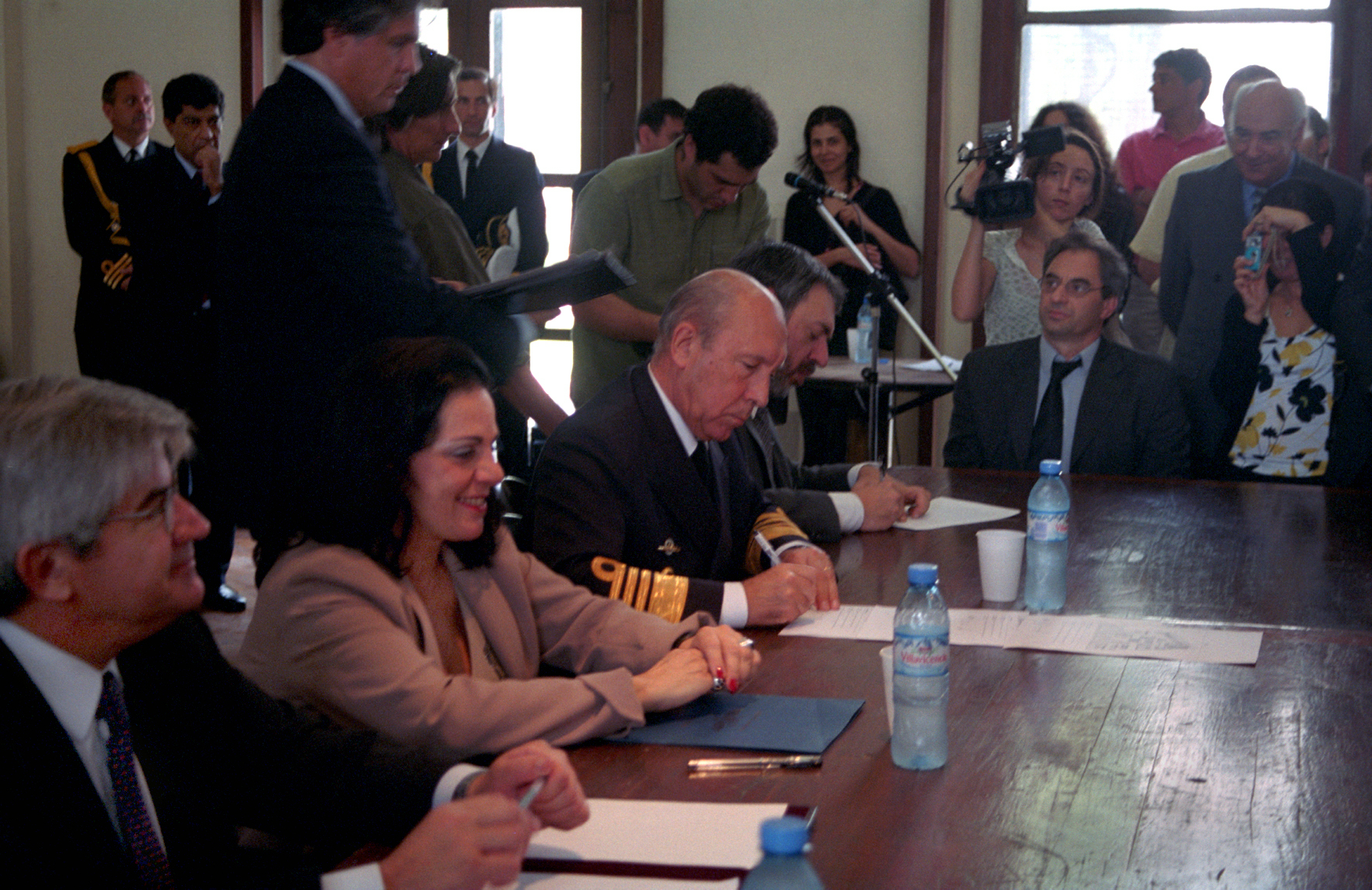
El almirante Jorge Godoy, entonces jefe de la Armada, firma bajo la mirada de la ministra Garré la transferencia de la ESMA, antiguo centro clandestino de detención.

En lo relacionado con los derechos humanos, enfrentó la oposición de sectores de la derecha conservadora del país y vetó el ascenso de rango de militares involucrados en crímenes de lesa humanidad perpetrados durante la dictadura cívico-militar que tuvo lugar en el periodo 1976/1983, los vetados tenían relación directa de parentesco con exmilitares condenados a prisión perpetua y, en otros casos, procesados, Garré sostuvo que el ascenso en las Fuerzas Armadas no es una cuestión sólo de «capacidad de conducción, liderazgo, si hizo cursos o cómo hizo tal ejercicio militar, sino también es convicción democrática y respeto por los derechos humanos». Para la ministra, el acceso a los más altos rangos de la jerarquía castrense no tiene en cuenta las relaciones familiares de los militares, sino que «haya una probada convicción democrática». En esa ocasión, los diez militares vetados de la promoción anual ya habían tenido sus pliegos rechazados por la comandante en jefe de las Fuerzas Armadas argentinas, la presidenta Cristina Fernández de Kirchner. Esta decisión provocó el rechazo de Cecilia Pando de Mercado, que considera «presos políticos» a los militares y personal de las fuerzas de seguridad procesados por la justicia civil por su participación en la represión ilegal.
En 2008, Garré dispuso el pase a disponibilidad de 23 militares por actos de corrupción administrativa. Fueron sancionados cinco tenientes coroneles, cuatro mayores, dos capitanes, un teniente primero, un sargento de intendencia, un suboficial principal, un sargento y un suboficial, 23 militares en actividad. Además, fue pasado a disponibilidad el general de brigada Oscar Gómez, encontrado responsable de la fuga del represor Julián Corres de una dependencia policial de Bahía Blanca, donde estaba detenido por delitos de lesa humanidad durante la última dictadura. En 2012 se aplica tras un año de preparación por primera vez desde el retorno a la democracia, una reforma integral de la educación militar. Los miembros de las Fuerzas Armadas empezaron a la posibilidad de cursar materias en universidades nacionales, con eje en el fortalecimiento de la libertad individual y la responsabilidad.
Garré fue ministra de Defensa seis años, hasta la asunción del segundo mandato por parte la presidenta Cristina Fernández de Kirchner en diciembre de 2011, cuando fue designada titular del nuevo Ministerio de Seguridad. Fue reemplazada en Defensa por Arturo Puricelli.

### Bienestar del personal de Defensa
Durante su gestión en el Ministerio de Defensa, Garré buscó resolver el problema de 7.607 familias de suboficiales del Ejército, de la Armada y de la Fuerza Aérea. Las viviendas fueron financiadas por el Programa Federal de Construcción de Viviendas (PFCV) para suboficiales de las Fuerzas Armadas, a partir de un acuerdo firmado en 2008 entre los Ministerios de Planificación Federal y de Defensa, junto a la mayoría de los gobernadores de las provincias argentinas, se incluyó a los suboficiales de las Fuerzas Armadas que no poseían vivienda única dentro de este programa ejecutado por la Subsecretaria de Desarrollo Urbano y Vivienda del Ministerio de Planificación Federal.
Según informó el diario La Nación, el programa demandó una inversión de 590 millones de pesos y, además de beneficiar a los suboficiales, estudiaba alternativas para que los oficiales también accedieran a casas propias y también trascendió que los beneficiados serían los militares que no tuvieran vivienda única y permanente. Participaron del acuerdo para brindar el acceso a vivienda digna para suboficiales los gobernadores de las provincias de Buenos Aires (Daniel Scioli), de Chubut (Mario Das Neves), de Mendoza (Celso Jaque), de Salta (Juan Manuel Urtubey), de San Juan (José Luis Gioja) y de Santiago del Estero (Gerardo Zamora).
El programa incluyó a oficiales y a militares retirados cuando, en 2009, se anunció la disponibilidad de créditos para la vivienda militar, a una tasa exclusiva y total por todo concepto del 11.7% anual y plazos también diferenciados de las propuestas del mercado, con un plazo de 20 años para saldar el crédito. «Se trata del costo financiero total más beneficiosa del mercado», aseguró Garré en la ocasión del lanzamiento del programa de créditos para vivienda.

## Gestión en el Ministerio de Seguridad
El 15 de diciembre de 2010 Nilda Garré asumió como ministra de Seguridad, cargo que ocupó hasta el 3 de junio de 2013.

### Seguridad urbana
Durante la gestión de Nilda Garré al frente del Ministerio de Seguridad, se crearon las mesas barriales y mesas zonales de participación comunitaria en seguridad, que apuntan a crear una instancia en la que los vecinos contribuyan a la elaboración de un mapa del delito, formulando necesidades que agregan medidas y contribuyen el desempeño de la Policía Federal Argentina, en el marco del Plan Nacional de Participación Comunitaria. El objetivo, según precisó la propia ministra Garré, es darle institucionalidad a los aportes y reclamos de los ciudadanos en la seguridad. En 2011, la policía Federal se adquiriò el H11 LQ-BXI Airbus Eurocopter EC135, primer helicóptero de este modelo adquirido a Eurocopter en 2009 y H12 LQ-CQN Airbus Eurocopter EC135 T2+. equipados con sistemas de visión nocturna, cámara giro-estabilizada y faro de búsqueda, sistemas de Piloto Automático "Full IFR - Single Pilot" que le permiten volar con un solo piloto sin ninguna visibilidad y aterrizar en forma automática con los sistemas ILS de los aeropuertos, de la misma forma que un avión de aerolínea. Además está dotado con grúa de rescate, bamby buckett para la lucha contra incendios y transporte externo de cargas. Posteriormente nuevas aeronaves adquiridas en 2014 con capacidad multifunción como los H15 LQ-FQH Airbus Eurocopter EC145.
También se implementó el Plan Buenos Aires Ciudad Segura, que tiene por objetivo lograr una mejor respuesta policial ante el delito mediante la actualización de la operación y a la incorporación de nuevas tecnologías que permiten una distribución más eficiente de las fuerzas de seguridad a lo largo de toda la jurisdicción porteña. El Plan permite monitorear la ciudad a través de 200 patrulleros tecnológicos y 1200 cámaras de vigilancia (el Plan prevé la instalación de un total de 2000 cámaras). Además incluye la modernización completa del servicio de urgencias policiales 911.
En el marco del proyecto, diseñado por el Ministerio de Seguridad, la ministra puso en marcha centros de monitoreo con cámaras de alta definición, ubicados en la comisaría 52 de Villa Lugano, en la comisaría 16 del barrio de Constitución, en la comisaría 20 de Balvanera y en el Departamento de Policía Federal Argentina. Con estos avances, pasaron a monitorearse imágenes de cámaras distribuidas en los barrios de Balvanera y Once, Liniers, Mataderos, Villa Lugano, Villa Soldati, Villa Riachuelo, Parque Avellaneda, Versalles y Villa Real. Desde estos centros se visualizan también 24 cámaras instaladas en la Terminal de Ómnibus de Liniers. «Hoy en día combatir el delito es una tarea compleja. Por eso la tecnología nos permite ser mucho más eficientes en el control de la seguridad», señaló Nilda Garré en la ocasión de esta inauguración.

### Gendarmería y Prefectura Naval
Durante este período se lanzó el programa de radarización de las fronteras. Se habilitó una serie de radares 3D, fabricado por la empresa estatal INVAP, destinado a detectar vuelos ilegales y al control del movimientos de aeronaves que ingresen o salgan del espacio aéreo. También durante su gestión se desarrollaron cuatro coheteras que han sido desarrolladas íntegramente por Fabricaciones Militares y CITEDEF. Los radares RASIT se desplegaron en las provincias de Jujuy, Salta, Formosa, Chaco, Corrientes y Misiones, cubriendo la frontera y las principales avenidas de aproximación identificadas por Gendarmería Nacional Argentina de Tránsitos Aéreos Irregulares. Los relevos de escuadrones aeromóviles se realizan aproximadamente cada 30 días para la vigilancia del territorio y de lucha contra las incursiones ilegales en el país para atacar el tráfico de drogas en las fronteras.
Además, gendarmería colaboró con la seguridad en el courbano bonaerense mediante los siguientes operativos:
- Operativo Escudo Norte: lanzado en 2007 como parte del plan del Estado argentino para combatir el narcotráfico, la trata de personas y el contrabando en el norte de Argentina.[99] Con el propósito de controlar los espacios aéreos, terrestres y fluviales de las provincias del norte argentino, las fuerzas de seguridad y armadas despliegan sus aviones, helicópteros y radares.[100]  Para ello, se planificó la instalación de 20 radares terrestres del Ejército, patrullajes con aviones Pucará y la colocación, en Santiago del Estero, del primer radar 3D cuya fabricación ha sido encargada por el Ministerio de Planificación.[101]
- Operativo Cinturón Sur: tiene por objetivo optimizar el servicio de seguridad ciudadana en la Capital Federal mediante la intervención y cooperación entre los cuerpos policiales y las fuerzas de seguridad federales. La Gendarmería Nacional y la Prefectura Naval Argentina ejercen funciones de policía y ejecutan las tareas de prevención e investigación de los delitos en los puntos de mayor incidencia en la geografía porteña.[102] Se sumarón 1250 efectivos de Prefectura Naval Argentina con 26 camionetas, 24 cuatriciclos y 10 patrulleros, a las zonas de La Boca, Barracas y Parque Patricios.[103]
- Operativo Centinela: Se realiza mediante el despliegue de seis mil efectivos de la Gendarmería Nacional en el conurbano. El decreto 2099/2010 instruye a las fuerzas de seguridad de la Nación a «profundizar las actividades de prevención para resguardar la seguridad ciudadana» con una inversión de 150 millones de pesos.[104]
- Operativo Vigía: Impone nuevos controles de personas, cargas y encomiendas en el transporte público de pasajeros de larga distancia. Mediante este operativo, se agregan a los dispositivos de seguridad ya existentes 630 agentes suplementarios de la Gendarmería Nacional y 140 de Policía de Seguridad Aeroportuaria, escáneres de rayos X, perros detectores de drogas, domos y cámaras fijas de alta definición.[105]

Para proteger los ríos internos se adquirieron nuevas embarcaciones para la Prefectura Naval Argentina, entre ellos el buque SB-15 Tango, un Cúter de salvamento y el DF-19 Recalada adquirido en 2011. Convertido en Buenos Aires en una estación de simulación de pilotaje.
A raíz de una revuelta de efectivos de Prefectura Naval Argentina y de Gendarmería Nacional Argentina, De este modo, en paralelo se renovó el equipamiento de Gendarmería. Héctor Schenone (Gendarmería) y Oscar Arce (Prefectura) fueron reemplazados por el comandante general Enrique Alberto Zach y el prefecto general Luis Alberto Heiler. Además de estos jerarcas, fueron pasados también a retiro diez altos oficiales de cada una de las fuerzas, quedó así «normalizada la situación» tanto en Gendarmería como en Prefectura, según aseguró la ministra Garré en un comunicado a la prensa.
Para subsanar el error en la liquidación de los sueldos militares, se estableció un pago compensatorio por única vez para los prefectos que cobraran hasta $12.500 y la garantía a gendarmes de cobrar el mismo sueldo que el mes anterior. Además, el Jefe de Gabinete Juan Manuel Abal Medina señaló que los rangos más altos de la Prefectura y Gendarmería tenían sus sueldos fijados por cautelares judiciales, mientras que los que menos ganan vieron reducidos sus sueldos en mano, cuando el decreto no preveía tal cosa. En su opinión, pudo haber existido una maniobra por parte de los altos oficiales (que tienen sus sueldos protegidos por cautelares) para mantener sus privilegios. Para evitar repetir errores de esta naturaleza, determinó que a partir de entonces la liquidación de sueldos debe quedar en manos del Ministerio de Seguridad, a cargo de Nilda Garré.

### Policía Federal
Para descongestionar el trabajo de la Policía Federal Argentina en lo que se refiere a la seguridad urbana en la Ciudad de Buenos Aires, creó también la Policía de Prevención Barrial, un cuerpo de élite entrenado desde fines de 2011 para intervenir en conflictos de proximidad, entre vecinos o intrafamiliares, en barriadas, de acuerdo con las instrucciones de la presidenta Cristina Fernández de Kirchner en el sentido de «generar una nueva capacidad del sistema de seguridad democrático, para atender las necesidades particulares de poblaciones vulnerables». Los agentes barriales patrullan en tríos —en particular durante la noche— y siguen una doctrina de conocer y entender a los vecinos, para que éstos recuperen el vínculo de confianza con la policía, una institución muchas veces discutida por el abuso de poder en los sectores más vulnerables.
En 2011, la policía Federal se adquiriò el H11 LQ-BXI Airbus Eurocopter EC135, primer helicóptero de este modelo adquirido a Eurocopter en 2009 y H12 LQ-CQN Airbus Eurocopter EC135 T2+. El segundo EC135 fue adquirido en 2009.  Un tercer helicóptero EC135 fue adquirido a fines de 2009 equipada con sistemas de visión nocturna, cámara giro-estabilizada y faro de búsqueda, sistemas de Piloto Automático "Full IFR - Single Pilot" que le permiten volar con un solo piloto sin ninguna visibilidad y aterrizar en forma automática con los sistemas ILS de los aeropuertos, de la misma forma que un avión de aerolínea. Además está dotado con grúa de rescate, bamby buckett para la lucha contra incendios y transporte externo de cargas. Posteriormente nuevas aeronaves adquiridas en 2014 con capacidad multifunción como los H15 LQ-FQH Airbus Eurocopter EC145.
En lo que respecta al bienestar general de los agentes, se iniciaron reformas en el Hospital Churruca Visca, que atiende a los efectivos de la Policía Federal Argentina y a sus familiares, además de asistir en carácter de emergencia a todos los miembros de las fuerzas de seguridad que resulten heridos en cumplimiento de sus funciones. Estas reformas incluyen la adquisición de un tomógrafo computado de última generación, el reciclaje integral de 1700 metros cuadrados para espacios de internación, la ampliación en el edificio anexo de 650 metros cuadrados para oficinas administrativas, la reparación e impermeabilización de las cubiertas de los techos y la reparación integral de los ascensores y escaleras, además de la adquisición de equipos de trabajo como bisturí láser, aparatos de rehabilitación, grupos electrógenos, computadoras y ambulancias, entre otros. Al respecto, Garré declaró que «Tuvimos que incorporar tomógrafos y aparatos que muchísimos hospitales tienen y nosotros teníamos que salir a pagar los estudios en otras instituciones. Por primera vez, la semana pasada empezamos a revisar a los efectivos en las propias comisarías. En una sola comisaría entregamos 70 anteojos». Además de las reformas en el hospital Churruca Visca, se ha avanzado en el sentido de mejorar las condiciones de vida del personal policial de modo general, ofreciendo de esta forma un plan de acceso a la vivienda y desarrollando una política muy activa de derechos humanos el interior de las fuerzas de seguridad del Estado.

#### Cambios en las Escuelas de la PFA
En abril de 2011, mediante la Resolución 167/2011 del Ministerio de Seguridad, la ministra dispuso cambiar el nombre de los tres institutos de formación de oficiales y suboficiales de la Policía Federal Argentina que llevaban nombres de notorios represores. El texto de la Resolución aclara que «en el caso de las instituciones formadoras de policías resulta pertinente que sus denominaciones se relacionen con la trayectoria de personas que han contribuido con su accionar a proteger la vida, las libertades, los derechos y las garantías de los ciudadanos».
El texto de la Resolución aclara que «en el caso de las instituciones formadoras de policías resulta pertinente que sus denominaciones se relacionen con la trayectoria de personas que han contribuido con su accionar a proteger la vida, las libertades, los derechos y las garantías de los ciudadanos». Estos cambios habían sido anunciados por Garré en ocasión de la entrega de diplomas a los primeros egresados de la fuerza durante su gestión, cuando afirmó que «que para alcanzar, mantener y garantizar la seguridad interior es indispensable que los recursos humanos de los cuerpos policiales y fuerzas de seguridad actúen conforme a doctrinas, técnicas y prácticas profesionales comprometidas con la plena vigencia de los derechos humanos».
De este modo, la Escuela Superior de Policía Cesáreo Ángel Cardozo pasó a llamarse Escuela Superior de Policía Comisario General Enrique Fentanes, la Escuela Federal de suboficiales y agentes Alberto Villar fue rebautizada como Enrique O'Gorman y la Escuela de Cadetes Ramón L. Falcón cambió su nombre a Comisario General Juan Ángel Pirker. En adición, el cambio en la denominación de dichas escuelas vino acompañado por modificaciones y actualización en los planes de estudio.
Cesáreo Ángel Cardozo, Alberto Villar y Ramón L. Falcón eran cuestionados por el lugar que tuvieron en la represión y asesinato de personas Falcón se destacó a principios del siglo XX por la dureza con la que reprimió los alzamientos obreros como jefe de la entonces Policía de la Ciudad durante la década del 20. Cesáreo Cardozo fue nombrado por Jorge Rafael  Videla como jefe de la Policía Federal en marzo de 1976 —tras el golpe de Estado — y se lo considera uno de los ideólogos de la represión  el secuestro y desaparición de personas. En  Alberto Villar fue uno de los organizadores de la Triple A que asesinó a decenas de personas Cesáreo Cardozo asumió como jefe de la Policía Federal en marzo de 1976 —tras el golpe de Estado— y se lo considera uno de los ideólogos de la represión, mientras que Alberto Villar fue uno de los organizadores de la Triple A.
Por su parte, O'Gorman fue quien ordenó que se dejaran de aplicar barras y cepos a los detenidos por considerarlos elementos de tortura, mientras era jefe de la Policía entre 1867 y 1874. Pirker contribuyó a integrar a la Federal en los como jefe de la entonces Policía de la Ciudad. 
Por su parte, O'Gorman fue quien ordenó que se dejaran de aplicar barras y cepos a los detenidos por considerarlos elementos de tortura, mientras era jefe de la Policía entre 1867 y 1874. Pirker contribuyó a integrar a la Federal en la sociedad tras el regreso de la democracia (fue jefe de la fuerza entre 1986 y 1989) y Fentanes contribuyó a sentar las bases para la creación, en 1943, de la Policía Federal.

## Proyectos presentados
Entre sus proyectos de ley se encuentra la ley de alcohol cero al conducir, la creación del programa de educación sexual, el programa para cuidado integral de niños con patologías oncológicas, la creación del instituto de evaluación integral de la calidad y equidad educativa, entre otros

### SIBIOS
En el marco de un plan para mejorar las condiciones de trabajo de los efectivos de las fuerzas de seguridad del país, la ministra Garré inauguró el Sistema Federal de Identificación Biométrica para la Seguridad (SIBIOS), que permite a los agentes contar con información que individualice a todos los ciudadanos a través de un software de última generación, mediante un convenio con el Registro Nacional de las Personas. Dicho sistema permitirá asociar hechos delictivos mediante el uso de la genética, la bioinformática y la interoperabilidad de redes. Con esta tecnología, será posible compulsar las huellas digitales obtenidas en las causas penales registradas en una base de datos ubicada en la sede del Ministerio de Seguridad. El primer escáner del SIBIOS fue instalado en la Provincia de Catamarca y luego el sistema se fue generalizando entre otras provincias argentinas.

### Igualdad de género e identidad de género
Para empezar a solucionar un problema de género, por el que las mujeres no solían ocupar cargos en las fuerzas de seguridad del Estado, el 31 de mayo de 2011 fueron nombradas, por primera vez en la historia, las primeras diez subcomisarias de la Policía Federal. En la ocasión de este nombramiento, la ministra Garré informó oficialmente que «serán segundas y terceras jefas de seccionales y serán la autoridad principal ante la ausencia de comisarios».
Casi un año después, el 15 de mayo de 2012, Nilda Garré nombró a las primeras dos comisarias que pasarían a componer la jerarquía de la Policía Federal, hasta llegar, a mediados del año 2012, a poner oficiales del sexo femenino al frente de un 15% de las comisarías porteñas.
En este sentido, fue creado el Centro Integral de Género en las fuerzas de seguridad de Argentina, con el objetivo de crear «espacios de orientación y asesoramiento en vistas a fortalecer la integración de la mujer y otras cuestiones de género y contemplar las dificultades que puedan surgir de su inserción laboral».
Estas políticas de género posibilitaron también la aceptación de oficiales travestis, transexuales y transgénero en las fuerzas de seguridad. Mediante el dictamen 1.181/11, la ministra Garré instruyó a las fuerzas policiales y de seguridad federales a respetar la identidad de género, tanto de los agentes de los distintos organismos como de los detenidos y de cualquier ciudadano que realice un trámite en sus dependencias, brindando un trato acorde a la identidad auto percibida a las personas que así lo pidan. El objetivo de esta medida será la de combatir conductas transfóbicas y homofóbicas, a fin de concienciar acerca de cuestiones de género e integrar a las personas transgénero, travestis y transexuales en el ámbito laboral.

### Participación en el Consejo Suramericano de Seguridad
Al frente del Ministerio de Seguridad, Garré concurrió a una cumbre de la Unión de Naciones Suramericanas (UNASUR), realizada en la ciudad de Cartagena de Indias entre los días 3 y 4 de mayo de 2012, en la que se estableció el Consejo Suramericano de Seguridad. Se trata de una entidad supranacional creada por la Unión con el objetivo de lograr la cooperación entre sus países miembros en materia de seguridad ciudadana, en el combate al narcotráfico, al lavado de dinero y a la criminalidad organizada transaccional en general.

### Comité de Seguridad del Mercosur
Al asumir la presidencia pro tempore del Comité de Seguridad del Mercosur, Garré destacó la importancia de que «la región avance rápidamente en la coordinación de políticas para el control y lucha contra el delito de trata de personas, uno de los peligros más grave de los últimos años».
Otra de las prioridades establecidas por Garré durante el discurso de asunción de la presidencia fue la necesidad de lograr la coordinación regional en la seguridad de espectáculos deportivos, una vez que se acercara la realización del Mundial de Fútbol de Brasil en 2014. También resaltó la necesidad de perfeccionar el Sistema de Intercambio de Información de Seguridad del Mercosur (SISME).

## Diputada nacional frente para la victoria- PJ
En la Cámara de Diputados de la Nación Argentina integró las siguientes comisiones:
| Comisión                                            | Cargo      | Mandato | Mandato |
| --------------------------------------------------- | ---------- | ------- | ------- |
| Defensa Nacional                                    | Presidenta | 2015    | 2019    |
| Asuntos Constitucionales                            | Vocal      | 2015    | 2019    |
| Derechos Humanos y Garantías                        | Vocal      | 2015    | 2019    |
| Justicia                                            | Vocal      | 2015    | 2019    |
| Relaciones Exteriores y Culto                       | Vocal      | 2015    | 2019    |
| Prevención de Adicciones y Control del Narcotráfico | Vocal      | 2015    | 2019    |
| Seguridad Interior                                  | Vocal      | 2015    | 2019    |

## Sobreseimiento en denuncia de Daniel Santoro sobre supuestas cuentas en el exterior
En el diario Clarín, Daniel Santoro publicó en portada que junto a Máximo Kirchner habrían poseído una cuenta en Belice basada en fuentes anónimas y redactada en potencial. El juez federal Marcelo Martínez Di Giorgi mandó un exhorto a EE. UU, tras lo cuál el Departamento de Justicia de EE. UU. negó oficialmente la existencia de esas cuentas. Luego de que Estados Unidos, Irán y Belice desmintieran la información ante el juez, Marcelo Martínez de Giorgi sobreseyó y cerro la causa. Dicha publicación fue calificada como una fake news.

## Secuestro
El 2 de septiembre de 1981 en plena dictadura fue secuestrada junto a Juan Carlos Gallegos y Julio Barbaro en la vía pública y la exdiputada nacional Nilda Garré. El grupo parapolicial se presentó como integrante de Coordinación Federal de la Policía Federal. Fueron llevados a un centro clandestino, donde fueron golpeados e interrogados por Otto Carlos Paladino, jefe del servicio de inteligencia del Estado en 1976.

## Causa por incompatibilidad
Fue procesada y sobreseída en dos ocasiones. Finalmente dos años después fue sobreseída por tercera vez cerrando definitivamente la causa por una supuesta incompatibilidad de cargos.